# Diores
Diores is een geslacht van spinnen uit de familie mierenjagers (Zodariidae).

## Soorten
Het geslacht kent de volgende soorten:
- Diores annetteae Jocqué, 1990
- Diores anomalus Jocqué, 1990
- Diores auricula Tucker, 1920
- Diores bifurcatus Tucker, 1920
- Diores bivattatus Simon, 1893
- Diores bouilloni Benoit, 1965
- Diores brevis Jocqué, 1990
- Diores capensis Tucker, 1920
- Diores chelinda Jocqué, 1990
- Diores cognatus O. P.-Cambridge, 1904
- Diores damara Jocqué, 1990
- Diores decipiens Jocqué, 1990
- Diores delesserti Caporiacco, 1949
- Diores delicatulus Lawrence, 1936
- Diores dowsetti Jocqué, 1990
- Diores druryi Tucker, 1920
- Diores femoralis Jocqué, 1990
- Diores filomenae Jocqué, 2003
- Diores geraerti Jocqué, 1990
- Diores godfreyi Hewitt, 1919
- Diores griswoldorum Jocqué, 1990
- Diores immaculatus Tullgren, 1910
- Diores initialis Jocqué, 1990
- Diores jonesi Tucker, 1920
- Diores kenyae Berland, 1919
- Diores kibonotensis Tullgren, 1910
- Diores leleupi Jocqué, 1990
- Diores lemaireae Jocqué, 1990
- Diores lesserti Lawrence, 1952
- Diores magicus Jocqué & Dippenaar-Schoeman, 1992
- Diores malaissei Jocqué, 1990
- Diores milloti Jocqué, 1990
- Diores miombo Jocqué, 1990
- Diores monospinus Jocqué, 1990
- Diores murphyorum Jocqué, 1990
- Diores naivashae Berland, 1920
- Diores namibia Jocqué, 1990
- Diores patellaris Jocqué, 1990
- Diores pauper Jocqué, 1990
- Diores poweri Tucker, 1920
- Diores radulifer Simon, 1910
- Diores rectus Jocqué, 1990
- Diores recurvatus Jocqué, 1990
- Diores russelli Jocqué, 1990
- Diores salisburyensis Tucker, 1920
- Diores seiugatus Jocqué, 1986
- Diores sequax Jocqué, 1990
- Diores setosus Tucker, 1920
- Diores silvestris Jocqué, 1990
- Diores simoni O. P.-Cambridge, 1904
- Diores simplicior Jocqué, 1990
- Diores spinulosus Jocqué, 1990
- Diores strandi Caporiacco, 1949
- Diores tavetae Berland, 1920
- Diores termitophagus Jocqué & Dippenaar-Schoeman, 1992
- Diores triangulifer Simon, 1910
- Diores triarmatus Lessert, 1929
- Diores univittatus Tullgren, 1910
- Diores youngai Jocqué, 1990